# Labdaco di Siracusa
Labdaco di Siracusa (III secolo a.C.) è stato un cuoco siceliota.

## Biografia
(Domenico Scinà su Labdaco di Siracusa)
Labdaco fu un noto e famoso cuoco vissuto nell'epoca Siceliota, nella città di Syrakousai.
In alcuni testi è citato con il nome di Sicano Labdaco, lasciando forse intravedere una qualche origine sicana di tale personaggio. Ma non trovando ulteriori testimonianze o approfondimenti che possano chiarire il luogo e la sua origine, viene quindi dichiarato come siracusano; così come risulta in altri testi dove viene menzionata una sua origine siceliota (greco-autoctona) e dove viene ricordato come "Labdaco di Siracusa".
Egli divenne critico culinario e titolare della prima scuola di cucina occidentale
(Tratto dagli scritti del convegno dell'associazione aemmedi)
Labdaco, insieme a Terpsione di Siracusa, divenne uno dei punti di riferimento culinario di quell'epoca. Inoltre fu un seguitore della filosofia culinaria di Archestrato di Gela, noto critico e scrittore di cucina vissuto un secolo prima di Labdaco, e come il suo maestro, criticò il modo dei siracusani di cucinare il pesce, così come ci informa lo storico e fisico Domenico Scinà nella sua opera di traduzione "Frammenti della Gastronomia (Hadypatheia)" scritto originario di Archestrato:
(Domenico Scinà in Frammenti della Gastronomia di Archestrato, pag. 13-14)
In questo suo scritto, Scinà ci informa anche che Labdaco ebbe come suoi allievi altri due cuochi che si chiamavano Sofone di Acarnania e Damosseno di Rodi; versione che dunque conferma ciò che si diceva a quel tempo della fama prestigiosa raggiunta dalle scuole di cucina della polis siracusana, al punto che Labdaco ebbe cuochi che da lui volevano apprendere l'arte del saper cucinare, nonostante non provenissero dalla Sicilia ma bensì dalla Grecia continentale e dalle sue isole.